# Das Nachtlager von Mischli-Mischloch
Das Nachtlager von Mischli-Mischloch ist eine 1917 in Österreich gedrehte, österreich-ungarisch-deutsche Stummfilm-Kriegssatire.

## Handlung
Eine Filmgesellschaft erhält von den Behörden die Genehmigung, auf einem Kriegsschauplatz echte Kampfszenen im Phantasiestaat „Liburien“ aufzunehmen. Hoch erfreut begibt sich der Regisseur Koberl zuvor auf den örtlichen Flohmarkt, um die nötigen Filmutensilien einzukaufen. Mit einem Friedensengel an der Spitze begibt sich die Crew in das Getümmel und beginnt zu drehen. Eine heftige Schlacht wird perfekt nachgestellt, und Koberl wirft, um alles so echt wie möglich aussehen zu lassen, Bomben und Granaten nach allen Richtungen. Das bekommt die gegnerische Kriegspartei der Liburier, die „Tscherkosaken“, mit, die nun glauben, dass ihr Feind direkt in ihrer Nähe sei. 
Es wird zum Angriff geritten, und die gesamte Filmcrew gerät in feindliche Gefangenschaft. Dann wird die kuriose Beute dem „Häuptling“ der Beutezügler präsentiert. Auf seinem harten Nachtlager von Mischli-Mischloch hat Regisseur Koberl nun einen seltsamen Traum: er sieht, wie der Friedensengel dem Häuptling ein Schlafmittel in den Wein schüttet und alle Filmleute dem Lager entfliehen können. Tatsächlich gelingt die Flucht, und Koberl, der en passant auch noch einen groß angelegten Angriffplan der Tscherkosaken aufdecken kann, kann mit seinen Leute zu den Liburiern zurückkehren. Dort wird er mit Lob überschüttet und erhält eine Tapferkeitsmedaille.

## Produktionsnotizen
Das Nachtlager von Mischli-Mischloch, auch geführt mit dem Untertitel Eine verunglückte Filmaufnahme, entstand im Herbst 1917 und erlebte seine Uraufführung am 24. Mai 1918 in Wien. Die Länge des Drei- oder Vierakters betrug etwa 1400 Meter.
Arnold Pressburger hatte bei dieser UFA-Auftragsproduktion die Produktionsleitung.